# Mayos (Atok)
Pour les articles homonymes, voir Mayos.
Mayos est un village du Cameroun situé dans le département du Haut-Nyong de la région de l'Est, précisément au niveau de l'arrondissement (commune) d’Atok.

## Population
En 2005, le village comptait 217 habitants dont 109 sont des hommes et 108 des femmes.